# Ambystoma talpoideum
Espèce
Synonymes
- Salamandra talpoidea Holbrook, 1838

Statut de conservation UICN

 LC  : Préoccupation mineure
Ambystoma talpoideum est une espèce d'urodèles de la famille des Ambystomatidae.

## Répartition
Cette espèce est endémique du Sud-Est des États-Unis. Elle se rencontre en Floride, en Géorgie, en Caroline du Nord, en Caroline du Sud, en Virginie, au Kentucky, dans le sud de l'Indiana, dans le Sud de l'Illinois, dans le Sud-Est du Missouri, au Tennessee, en Alabama, au Mississippi, en Louisiane, en Arkansas, dans l'est de l'Oklahoma et dans l'Est du Texas.

## Description
Les adultes métamorphosés mesurent de 36 à 66 mm sans la queue et de 66 à 116 mm de longueur totale.

## Publication originale
- Holbrook, 1838 : North American Herpetology, or Description of the Reptiles Inhabiting the United States, vol. 3, p. 1-122 (texte intégral).